# Dieter Blümchen
Dieter Blümchen (* 11. August 1936 in Detmold; † 12. Juni 2023 in Bielefeld) war ein deutscher Fußballspieler, der in der Saison 1957/58 in der Berliner Stadtliga als Mittelstürmer von Viktoria 89 Berlin mit 19 Treffern die Torschützenkrone eroberte.

## Laufbahn
Dieter Blümchen eröffnete mit seinem Einsatz am ersten Spieltag der Saison 1957/58, am 1. September 1957, beim 2:2-Heimremis gegen Alemannia 90 Berlin seine kurze Karriere in der Vertragsliga von Berlin. Er debütierte beim Tabellenvierten des Vorjahres, Viktoria 89, bei seinem Einstand sogleich mit zwei Treffern. An der Seite der Routiniers Helmut Jonas, Werner Nocht und Richard Strehlow erlebte der neue Mittelstürmer einen ausgezeichneten Start. Nach dem achten Spieltag stand Viktoria 89 mit 14:2 Punkten auf dem ersten Platz in der Stadtliga. Der torgefährliche Angreifer zeichnete sich in den Begegnungen gegen den Berliner SV 92 (vier Tore), Hertha Zehlendorf und Alemannia 90 jeweils als dreifacher Torschütze aus. Ausgerechnet im entscheidenden und letzten Meisterschaftsspiel – 22. März 1958 – gegen den Verfolger Tennis Borussia Berlin, traf er nicht in das gegnerische Tor und die „Veilchen“ holten sich mit dem 2:0-Sieg die Berliner Meisterschaft, mit einem Punkt Vorsprung vor Viktoria 89. Blümchen wurde damit in seiner ersten Runde in der Stadtliga Vizemeister und gewann mit 19 Treffern die Torschützenkrone. Reinhard Knöfel mit 18 und Horst Schmutzler mit 16 Toren folgten auf den Plätzen. Blümchen hatte 20 Spiele für den Vizemeister absolviert.
In der Hinrunde der Saison 1958/59 trat der Student nur noch sporadisch an und absolvierte lediglich noch vier Spiele für Viktoria 89. Mit seinem Einsatz am 30. November 1958 beim 2:2-Heimremis gegen Wacker 04 Berlin beendete er seine Aktivität für Viktoria und siedelte infolge seines Studiums nach Freiburg um und schloss sich dort zur Saison 1959/60 dem Freiburger FC in der 2. Liga Süd an. Unter dem Trainergespann Woldemar Gerschler und Hans Büchner – ab der Rückrunde war Günter Brust der Trainer im Möslestadion – verlief die Runde nicht erfolgreich. Der FFC kam auf den 11. Rang und hatte damit keine Chance, um die Aufstiegsplätze zur Fußball-Oberliga Süd mitzuspielen. Blümchen gehörte dem Team um Routinier Siegfried Geesmann und dem Nachwuchstalent Werner Breithaupt an, betrieb den Fußball aber nur mehr als Hobby und beendete danach seine höherklassige Laufbahn.

## Weiterer Lebenslauf
Seine Dissertation mit dem Thema Wechselwirkungen zwischen Aethanol und zwei Diuretica reichte er 1968 bei der Universität Hamburg ein. Im Jahr 1974 eröffnete Blümchen in Bielefeld eine kieferorthopädische Praxis, die 2007 von einem Sohn fortgeführt wurde.
Dieter Blümchen starb im Juni 2023 im Alter von 86 Jahren.